# Gommecourt (Yvelines)
Gommecourt is een gemeente in het Franse departement Yvelines (regio Île-de-France) en telt 567 inwoners (1999). De plaats maakt deel uit van het arrondissement Mantes-la-Jolie.

## Geografie
De oppervlakte van Gommecourt bedraagt 5,6 km², de bevolkingsdichtheid is 101,3 inwoners per km².
De onderstaande kaart toont de ligging van Gommecourt (Yvelines) met de belangrijkste infrastructuur en aangrenzende gemeenten.

## Demografie
Onderstaande figuur toont het verloop van het inwonertal (bron: INSEE-tellingen).